# Греки Надазов'я
Надазовські греки — етнічна група греків, які мешкають у Надазов'ї. Це третя за чисельністю етнічна група Донецької області і найбільший осередок компактного проживання греків на теренах пострадянського простору.

## Поділ

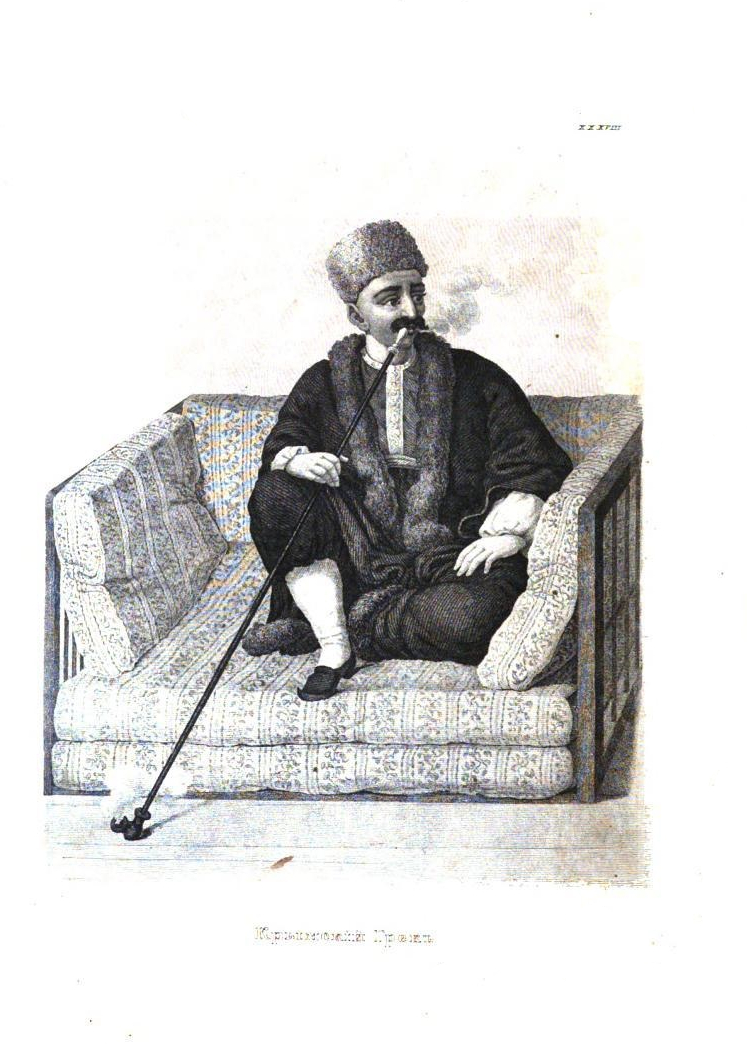
Кримський грек (урум або румей) у традиційному одязі

У мовному відношенні надазовські греки діляться на дві мовні групи: румеї, які спілкуються румейською мовою та уруми, які спілкуються урумською мовою, яка належить до тюркських мов. У сучасному Надазов'ї румеї і уруми проживають здебільшого окремо. Ще в Криму у середовищі греків відбувалися складні етнічні процеси, які призвели до формування двох різних у мовному відношенні субетнічних груп — румеїв та урумів. Румеї розмовляють румейською мовою, близькою до новогрецької мови, а уруми — урумською мовою, близькою до кримськотатарської мови.
Дослідники досі не визначилися повністю із питання походження кожної з цих груп. Формування румейської групи здійснювалося за рахунок різних хвиль міграції з Малої Азії і Балкан впродовж 6-17 століть.
Щодо походження урумів існує дві версії. Згідно з першою версією, уруми виникли або в результаті переходу частини греків Криму на кримськотатарську мову (за однією з гіпотез, тюркська мова була сприйнята частиною малоазійських греків, що переселилися до Криму). Відповідно до іншої — уруми виникли внаслідок прийняття частиною кримських татар християнства. Генетично правдоподібнішою виглядає друга версія: уруми набагато ближче до південнобережних та гірських кримських татар (генетична відстань d=0,16 та d=0,2 відповідно), ніж до греків (відстань d=0,55) та навіть румеїв, що живуть поряд із ними (d=0,33). Уруми виявилися ближчими навіть до степових кримських татар (d=0,45) та інших тюркських народів: караїмів (d=0,27), балкарців (d=0,28), турок (d=0,34), волзьких татар (d=0,47), ніж до власне греків (d=0,55). Тобто з розглянутих популяцій найближчими до урумів виявилися південнобережні кримські татари, а найвіддаленішіми — сучасні греки.

## Перші грецькі поселення у Надазов'ї
Перші грецькі поселення виникли в Надазов'ї 1780-ті роки. За Кючук-Кайнарджійським мирним договором 1774 року Кримське ханство ставало незалежним від Османської імперії. Російсько-турецька війна 1768—1774 років викликала потужну та найбільшу в новій історії хвилю грецької еміграції в Російську імперію. Це були солдати й офіцери добровольчих батальйонів, а також багато мешканців Грецького архіпелагу. Загалом, за підрахунками грецького дослідника М. Сакелларіоса, було вбито, продано в рабство або покинуло країну 40 тис. осіб, тобто близько 15 % всього тодішнього грецького населення Мореї (Пелопонеське повстання). Оселилися греки-переселенці переважно в Керчі та Єні-Кале, пізніше в Балаклаві, Таганрозі, Херсоні. У 1775 році спеціальним указом Катерини ІІ грекам-переселенцям були дані значні пільги, зокрема вони на 30 років звільнялися від усіх податків і рекрутського набору, а також щорічно грецьким громадам надавалась грошова допомога.

## Насильницьке переселення урумів і румеїв з Криму до Надазов'я
Перед російським урядом постало питання заселення та освоєння нових володінь у Надазов'ї. Кілька століть поспіль ці величезні степові простори на півдні України не тільки не приносили державі доходу, але і часто створювали небезпеку з боку кримських татар і ногайців. Відтак імператриця Катерина ІІ вирішила заселити колоністами з Криму величезні пустельні простори. До приходу в Надазов'я переселенців з Кримського півострова місцевість залишалась малозаселеною, а землі — необроблюваними. Із закінченням війни 1774 року переселення греків із Криму було піднесено в ранг державної політики. Основними мотиви — зміцнення південних кордонів імперії та підрив економічної могутності ханства, що сприяло б найшвидшій анексії Криму Російською імперією. Переселення організовували Г. О. Потьомкін, П. О. Румянцев, О. В. Суворов, під особистим контролем імператриці Катерини ІІ.
28 липня 1778 року розпочалося під проводом митрополита Готсько-Кафайского Ігнатія виведення з Кримського ханства до Росії християн — всього 31 386 осіб, серед них греків — 18 408 осіб, вірмен — 12 598 осіб, грузин — 219 осіб, молдован — 161 осіб. Керував переселенням командувач Кримським корпусом генерал-поручик О. В. Суворов. Витрати з перевезення майна надалі російський уряд брав на себе із поверненням до скарбниці витрачених коштів через 10 років, як і постачання переселенців продовольством на перший рік, худобою, посівним зерном, сільськогосподарськими знаряддями, будівельним лісом. До 8 вересня 1778 року через Перекоп пройшло більше 17,5 тисяч осіб. За доповіддю Суворова, в середині вересня переселено в Азовську губернію 31 098 душ, з них 18 394 грека.
На зиму 1778—1779 років греки Криму були тимчасово розміщені (у тому числі й у карантинних цілях) у Катеринославському і Бахмутському повітах — по обох берегах річки Самари, в районі Самарського Пустельно-Миколаївського монастиря: зимівля була дуже важкою (невлаштованість побуту, велика скупченість населення, брак палива і продуктів, хвороби). У зв'язку з чим кількість переселенців скоротилася до 30 233 осіб станом на 1 січня 1779 року. Греки просили в імператриці видати їм землі тут же — на березі Дніпра між річками Оріллю і Самарою, однак їм було відмовлено, оскільки ці землі вже давно були заселені і вільного місця не було.
Спочатку їм запронували для заселення ділянку в Марієнпольскому повіті (район сучасного міста Павлоград, Дніпропетровська область), однак греки відмовилися через брак лісу та прісної води. 21 травня 1779 року імператриця Катерина II, не чекаючи остаточного вибору самих греків, дарувала грамоту, згідно з якою «переселенцям з Криму дарувалися привілеї і свободи», у тому числі повне звільнення від військової служби, від сплати податків на десять років, створення виборного органу самоврядування, а за митрополитом Ігнатієм зберігалися його чини і самостійність церковного управління. У грамоті майбутнє місто Марієноль іменувався «Маріанополь», тобто місто Марії, на честь містечка Маріамполь в долині Марьям-Дере під Бахчисараєм. На плані, затвердженому особисто імператрицею Катериною II, від 20 жовтня 1779 року назва записана як «місто Маріу-поль, вигонна земля міста Маріу-поля». 29 вересня 1779 року намісником імператриці в південних губерніях князем Г. О. Потьомкіним виданий ордер, за яким кримським грекам відводилася територія Павлівського (Маріупольського) повіту Азовської губернії, а місто Павловськ при цьому отримував назву Маріуполь.

## Дорадянський період
1807 року російський уряд створив Маріупольський грецький округ — автономну адміністративну одиницю, де мешкали виключно греки, в той час, коли сама Греція була лише околицею Османської імперії. На своїй новій Батьківщині греки займалися переважно скотарством і землеробством. У 1859 році російський уряд скасував автономію грецького округу і дозволив селитися тут українцям та росіянам, що було пов'язано з індустріалізацією регіону, а тому з необхідністю збільшення чисельності мешканців для роботи на заводах і фабриках.
Посилення контактів з українцями та росіянами сприяло діалогу культур, але одночасно підривало культурну самобутність греків, у зв'язку з переходом на російську мову, яка панувала у суспільному житті. Тим паче, що ще в Криму греки втратили традиції писемності, а їхні діалекти функціонували тільки як розмовні. Національна інтелігенція формувалася, навчаючись в російських та російськомовних навчальних закладах.
Однак низка греків Надазов'я зуміли реалізувати себе в рамках російського і українського культурного простору. Серед них — видатний художник Архип Куїнджі, київський губернатор у 1839—1852 років, громадський діяч, вчений Іван Фундуклей, засновник Харківського університету Василь Каразін, просвітник, педагог, вчений і громадський діяч, засновник першої в Маріуполі гімназії — Феоктист Хартахай, історик, мистецтвознавець, член-кореспондент Російської академії наук Дмитро Айналов тощо.
Проте греки Надазов'я залишались все-таки численнішими, ніж інші грецькі громади в Україні, і проживали компактно в сільській місцевості. Це допомогло їм протистояти асиміляційним процесам. Якщо більшість міського грецького населення Ніжина та Одеси до кінця 19 століття, після ліквідації самоуправлінських інститутів розсіялася або емігрувала до Греції, то греки Надазов'я зберегли свою самобутність. Ось чому в ХХ столітті саме їм судилося відігравати визначальну роль в історичному розвитку грецької діаспори України.

## Радянський період

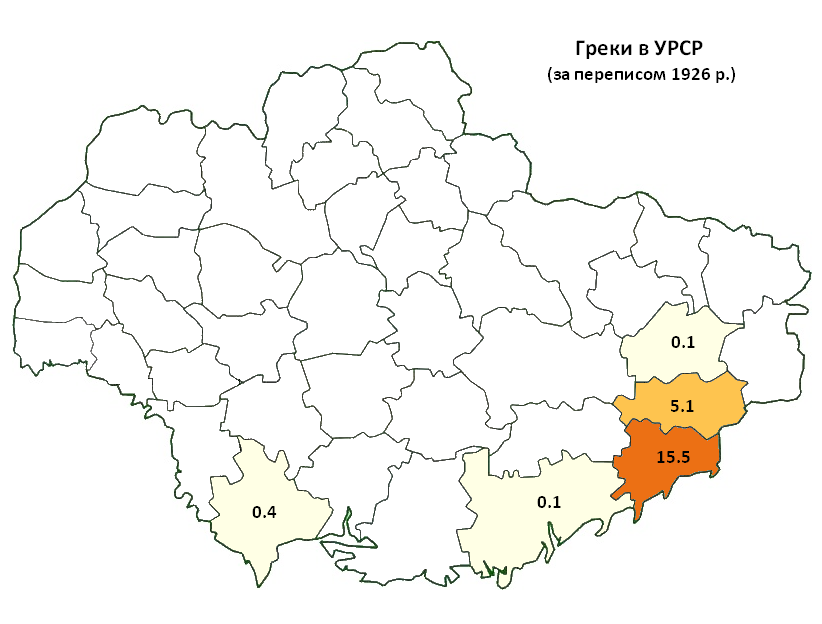
Розселення греків в УРСР за переписом 1926 р.

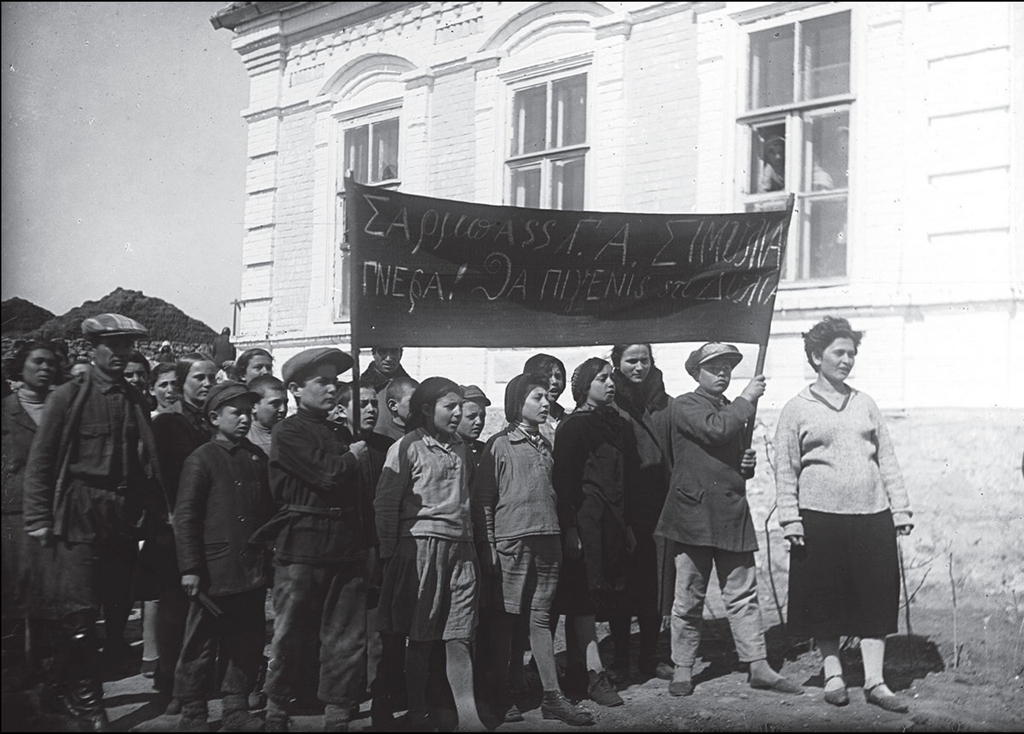
Грецькі школярі с. Бугас Донецької області під час рейду по домівках прогульників з вимогою виходити на роботу, 1932 рік.

В 20-ті роки 20 століття в СРСР було взято курс на розвиток національних мов і культур народів — так звана політика коренізації. В Надазов'ї були виділені 3 національні грецькі райони: Сартанський, Мангушський і Великоянисольський, які були формами адміністративно-територіальної автономії. У цю добу отримали розвиток грецька національна школа, театр, преса, література: надазовські греки видавали газету «Колехтивістис», основоположником національної румейської поезії став Георгій Костоправ; в Маріуполі був відкритий грецький театр, а в селах відкрилися школи із викладанням грецькою мовою.
Проте процес значною мірою гальмували відсутність вчителів фахівців з грецької та підручників для викладання. Що найтрагічніше — єдиною літературною і розмовною мовою всіх греків СРСР, у тому числі і надазовських румеїв була визнана дімотіка — розмовна форма новогрецької мови. Урумам взагалі пропонувалося вважати рідною мовою кримськотатарську мову. Відтак навчання в школах велось новогрецькою мовою, а не рідними румейською чи урумською. При цьому новогрецька була не цілком зрозумілою ані учням, ані навіть самим вчителям, у той час як грецькою викладали всі предмети шкільної програми. Через це батьки воліли віддавати дітей у російські школи. Так в 1929 році на національних мовах навчалося лише 26,5 % грецьких дітей. Грецькі ж поети здебільшого писали на рідних діалектах, але на письмі використовували або кирилицю, або пристосовували класичну грецьку абетку.
Втім 1938 року почався процес згортання політики коренізації. Національні грецькі школи та культурно-просвітницькі установи закрито, ліквідовано національні райони та сільради. Багато етнічних греків піддавалися репресіям, оскільки розглядалися як потенційні вороги радянської влади (див. Грецька операція НКВС, Депортація понтійських греків, Грецький мартиролог). Тільки в 1937—1938 роках в Донецькій області було репресовано близько 6 тисяч греків. під репресійну машину НКВС попав навіть грецький посол в СРСР.
Проте більшість щиро вірила в комуністичну ідеологію. Долі їх склалася по-різному. Наприклад, Паша Ангеліна — перша жінка-трактористка, що організувала жіночу тракторну бригаду, неодноразово обиралася депутатом Верховної Ради СРСР, двічі нагороджена званням Героя соціалістичної праці. Визнання радянського керівництва отримав і Григорій Бахчиванджі — льотчик, який прославився в роки німецько-радянської війни, випробувач першого реактивного літака, який трагічно загинув у 1943 року. Інженер-випробувач, розробник унікального двигуна танка Т-34 Костянтин Челпан був репресований і загинув у сталінських катівнях.
Відносна лібералізація суспільного життя 50-х — початку 60-х років 20 століття, що іменується в сучасній історіографії Хрущовською відлигою, припинила хвилі терору і репресій, проте повернення до демократичного розв'язання національного питання не відбулося. Вважалося, що в СРСР вже сформувалася нова національна спільність — радянський народ. Національні ж відмінності розглядалися як несуттєві і тимчасові. Як наслідок відбулось значно скорочення чисельності надазовських греків та особливо греків, які б вважали грецьку мову рідною. Так, 1926 року в Україні проживало 104,5 тисяч греків з яких 83 % вважало грецьку мову рідною. В 1989 році з 98,5 тисяч українських греків, грецьку мову як рідну назвали лише 18,5 %.
В цей час національну еллінську культуру на теренах Надазов'я продовжували творити поети Антон Шапурма, Леонтій Кір'яков, Григорій Данченко, художники Лель Кузьменко та Валентин Константінов, фольклорист Едуард Хаджинов, керівник фольклорного колективу «Сартанські самоцвіти» Марія Гайтан, краєзнавець Степан Темір тощо. Проте офіційна радянська політика щодо греків змінилася тільки в результаті перебудови в 1988—1990 роках. Повністю ж відновити всі права радянські греки змогли після розпаду СРСР.

## Незалежна Україна

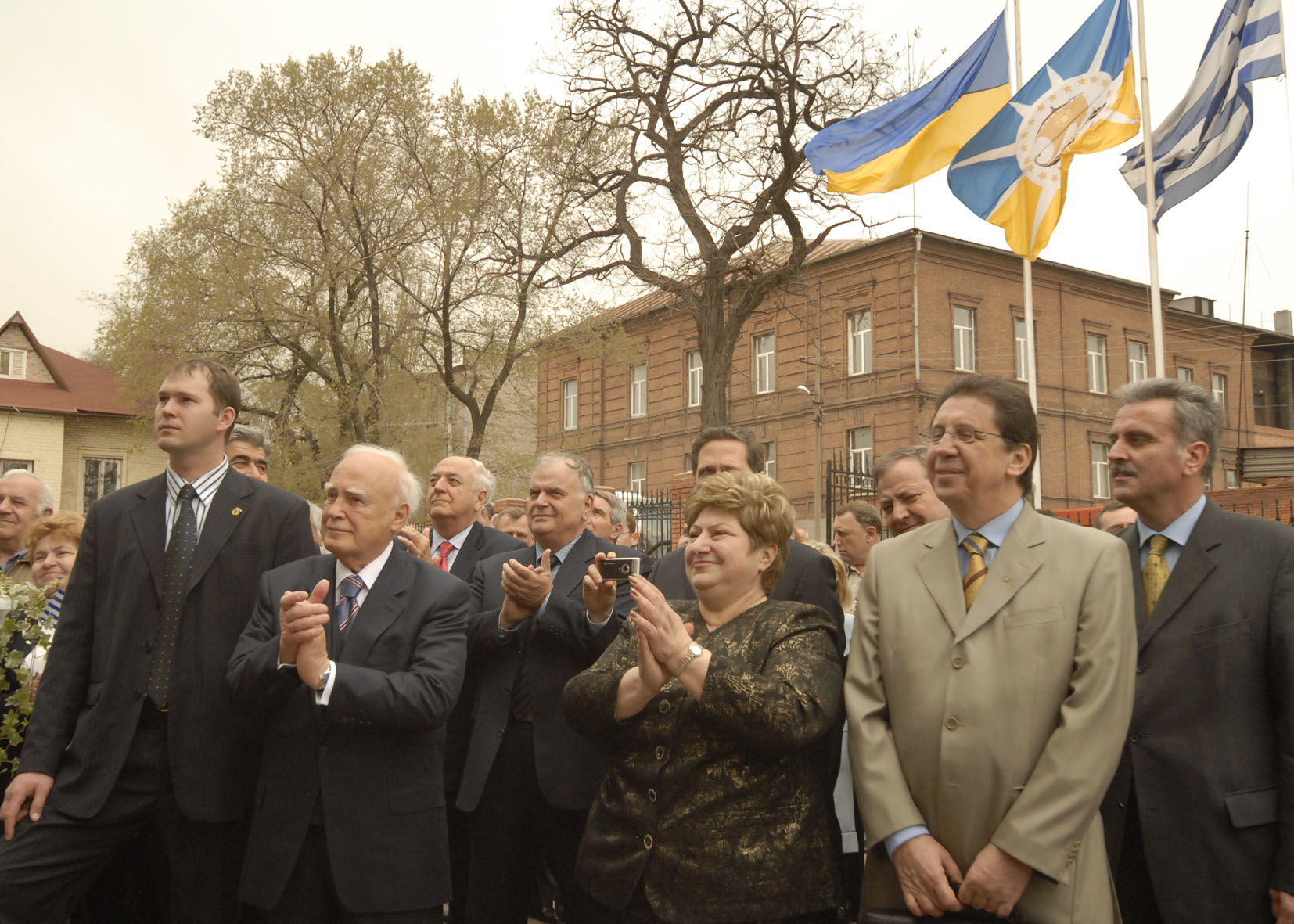
Візит Президента Греції Каролоса Папульяса в Маріуполь, 2008 рік (на фото також Олександра Проценко-Пічаджі, посол Греції в Україні Харіс Дімітріу, генеральний консул Греції в Маріуполі Франгіскос Костелленос)

За даними перепису 2001 року в Україні налічується 91,5 тисяч етнічних греків, переважна більшість яких — 77,5 тисяч осіб — мешкає в Донецькій області. Лише 6,4 % греків України вказали, що вважають рідною мовою грецьку, решта назвали рідною мовою російську.
Закон України «Про національні меншини» у статті 1 гарантує громадянам республіки незалежно
від їх національного походження рівні політичні, соціальні, економічні та культурні права і свободи, підтримує розвиток національної самосвідомості й самовиявлення. У незалежній Україні створено численні місцеві грецькі товариства, які 1995 року були об'єднані у Федерацію грецьких товариств України із центром у Маріуполі, яка сьогодні об'єднує 102 грецьких товариства з 19 областей України. Зокрема у Донецькій області провідними товариствами є Донецьке товариство греків імені Федіра Стамбулжи та Маріупольське міське товариство греків. ФГТУ належить до периферії країн колишнього СРСР всесвітньої Ради греків зарубіжжя.
З 1998 року широку соціальну програму здійснює у Надазов'ї Центр дослідження і розвитку грецької культури країн Причорномор'я «Маврі Таласса». Це, перш за все, кілька медично-гуманітарних програм, в рамках яких відкрито та фінансуються посади медсестер у тих населених пунктах Надазов'я, де були відсутні будь-які медичні працівники. З 2000 року в грецькі села Надазов'я почала виїжджати мобільна бригада, оснащена апаратом УЗД, кардіографом та іншою сучасною медтехнікою. У вересні 2001 року на базі міської лікарні № 2 міста Маріуполь було відкрито тимчасовий медичний центр, а у вересні 2003 року здано в експлуатацію будинок Грецького медичного центру «Гіппократ», який надає кваліфіковану консультативну та медикаментозну допомогу багатонаціональному населенню Надазов'я.
Визначними подіями культурного життя греків Надазов'я та всього Донецького краю є проведення Еллінського фестивалю — Міжнародний фестиваль грецької культури «Мега-Йорти» ім. Д. Патричі — та Фестиваль грецької пісні імені Тамари Каци.
16 квітня 2008 року у Маріуполь як центр еллінізму в Україні із дводенним візитом прибув Президент Грецької Республіки Каролос Папульяс. Під час свого візиту він взяв участь в урочистому відкритті культурно-просвітницького центру «Меотида», а також Інституту українсько-грецької дружби на базі Маріупольського гуманітарного університету. Це єдиний в Європі, крім Греції та Кіпру, інститут, де грецьку мову, культуру й історію Греції і греків України вивчають як першу дисципліну.

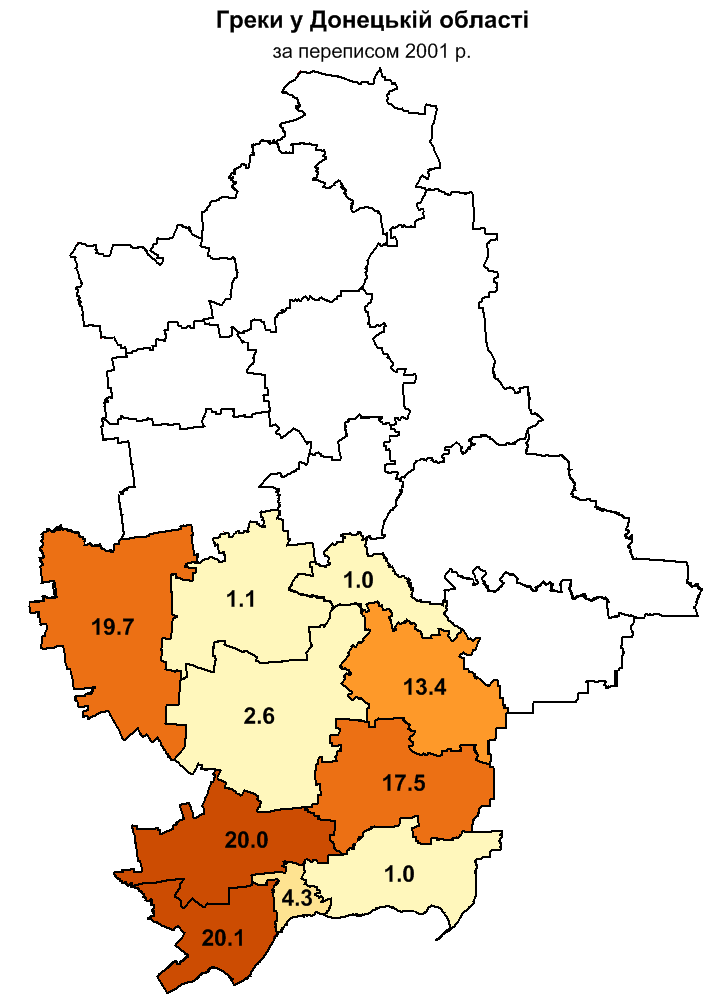
Розселення греків у районах (разом з містами) Донецької області за переписом 2001 р.

Розселення греків у Донецькій області за переписом 2001 р.:
| міськрада / район           | чисельність | частка |
| Маріуполь                   | 21 923      | 4,3 %  |
| Донецьк                     | 10 180      | 1,0 %  |
| Великоновосілківський район | 9 730       | 19,7 % |
| Старобешівський район       | 7 491       | 13,4 % |
| Володарський район          | 6 223       | 20,0 % |
| Тельманівський район        | 6 172       | 17,5 % |
| Першотравневий район        | 5 882       | 20,1 % |
| Волноваський район          | 2 959       | 3,2 %  |
| Макіївка                    | 1 139       | 0,3 %  |
| Мар'їнський район           | 958         | 1,1 %  |
| Докучаївськ                 | 533         | 2,1 %  |
| Новоазовський район         | 389         | 1,0 %  |
| Харцизьк                    | 321         | 0,3 %  |
| Слов'янськ                  | 320         | 0,2 %  |
| Селідове                    | 238         | 0,4 %  |
| Авдіївка                    | 206         | 0,6 %  |
| Торез                       | 141         | 0,1 %  |
| Сніжне                      | 126         | 0,2 %  |
| Добропілля                  | 116         | 0,2 %  |

## Культура

### Кухня
Національна кухня маріупольських греків починається зі страв із сушеного і в'яленого м'яса, відомих у багатьох тюркських народів. У XIX ст. про запас готували хаурму — вид дуже солоної ковбаси з дрібно посіченої баранини. Заготовляли й хахач — баранину, ароматизовану корицею, а також в'ялену на відкритому повітрі.  
На перше варили шурпу — суп з баранини з великою кількістю спецій, причому м'ясо подають на великих блюдах, а бульйон — у чашках. Страва і сьогодні поширена серед урумів та румеїв як у свята, так і в будні. У греків є й долма. У Криму, звідки була завезена ця страва, вона готувалася з використанням виноградного листя, а в Надазов'ї греки почали використовувати листя капусти. А от борошняним виробам греків Надазов'я слід виділити окрему програму: чебуреки, піта, різноманіття локшини, шмуш, янтих, кюбете, бакмез та багато іншого.